# Hassan Ali Mansur
Hassan Ali Mansur (persiska: حسنعلی منصور), född 1923 i Teheran, Persien, död 27 januari 1965 i Teheran, var en iransk politiker som var premiärminister åren 1963-65.

## Politisk karriär
Hassan Ali Mansur var son till premiärministern Ali Mansur som tillhör en framstående landägarsläkt från Tafresh. Han fick sin tidiga utbildning vid Teherans zoroastriska grundskola, Piruz Bahram, och tog en kandidatexamen i statsvetenskap vid Teherans universitet. Han inledde sin yrkeskarriär vid Utrikesministeriet och gjorde i denna egenskap flera resor till Europa under Andra världskriget.
Mansur tillhörde det moderata högerpartiet Iran Novin i iransk politik. På sitt program hade partiet den så kallade Vita revolutionen, som innebar bland annat större frihet för kvinnor, modernisering, sekularisering, bekämpning av analfabetism och samarbete med USA och övriga västvärlden.
1957 utsågs han till vice-premiärminister i Manouchehr Eghbals regering. 1962 blev han chef för försäkringsbolaget Iran Bimeh.
1963 utsågs Mansur av shahen Mohammad Reza Pahlavi till premiärminister. Han introducerade nya friska krafter i den iranska politiken med namn som Amir Abbas Hoveyda och Jamshid Amuzegar. De flesta medlemmarna i kabinetten var utbildade i USA och Europa och därför väl disponerade att implementera statens moderniseringsprogram (Vita Revolutionen). Mansur var personligen proamerikansk.

## Mordet på Mansur

Hasan Ali Mansur, tidiga 1960-talet

Mansur skottskadades svårt vid ett attentat i huvudstaden Teheran den 21 januari 1965, som ledde till hans död.
Mansur mördades av den islamiska terrorrörelsen Fedayan-e eslam som hämnd för att shahen Mohammad Reza Pahlavi hade utvisat ayatollah Khomeini till Irak sedan Khomeini ställt till med oroligheter i landet och uppmanat muslimer till uppror mot statens moderniseringsprogram som Khomeini starkt ogillade och ansåg stridande mot islam. Den unge anhängaren till Khomeini, som sköt Mansur då denne skulle hålla tal i parlamentet (majles dvs. dåvarande underhuset), befann sig bland åskådarna utanför parlamentsbyggnaden när Mansur var på väg ut ur bilen för att gå in i byggnaden. Efter skotten kördes Mansur i bil svårt skadad till sjukhus, där han avled sex dagar senare. Två veckor före händelsen hade han gett Khomeini en örfil.
Mansur efterträddes vid posten av partikamraten och nära vännen Amir-Abbas Hoveyda.
Mansurs bror, Javad Mansur, tjänstgjorde som rådgivare åt Hoveyda under den senares premiärministertid. Mansurs svägerska gifte sig för övrigt 1966 med Hoveyda.

## Skändning av Mansurs grav
Mansur fick efter sin död en grav gjord av svart granit med en "evig flamma" (likt John F. Kennedy). Mansurs grav var belägen nära Reza Pahlavis mausoleum i Shahr-e Rayy söder om Teheran. Efter revolutionen 1979 förstördes graven på order av nya regimen och hans kvarlevor grävdes upp och skändades och splittrades. Denna handling utfördes av Sadeq Khalkhali på order av Ali Akbar Hashemi Rafsanjani.

## Familj
Mansur var son till premiärminister Hasan Mansur, vars släkt härstammade från Tafresh.
Mansur var gift med Faride Emami. Han efterlämnade en son, jazzmusikern Ahmad Mansur (1960-2011) och en dotter, journalisten Fathi Mansur.